# Epipactis rivularis
Epipactis rivularis är en orkidéart som beskrevs av Kranjcev och Cicmir. Epipactis rivularis ingår i släktet knipprötter, och familjen orkidéer. Inga underarter finns listade i Catalogue of Life.